# 煙囪小鎮的普佩
《煙囪小鎮的普佩》是日本搞笑藝人及繪本作家西野亮廣創作的繪本，由幻冬舍於2016年10月21日發售。截至2021年2月，銷量已超過69萬本。

## 登場角色

### 原作角色
普佩（聲：窪田正孝(日本)；宋昱璁(台灣)）
本作主角。由送貨員遺落的心臟化成的垃圾人，只有魯必奇願意成為他的朋友，並被魯必奇取名為普佩。
魯必奇（聲：蘆田愛菜(日本)；穆宣名(台灣)）
與母親一起生活，為了幫補家計在煙囪清洗屋擔任清潔工。一直相信著小時候父親告訴他「星星」存在於「煙囪小鎮」上空的另一側外。偶然地遇到了普佩並成為了他的朋友。
安東尼奧（聲：伊藤沙莉(日本)；錢欣郁(台灣)）
參加萬聖節派對的體型龐大男生。
蕾貝卡（聲：諸星堇(日本)；郭馨雅(台灣)）
安東尼奧的同伴。
丹尼斯（聲：大平祥生（JO1））
安東尼奧的同伴，身體瘦弱的男孩。
羅拉（聲：小池榮子(日本)；郭馨雅(台灣)）
魯必奇的母親，個性開朗溫柔。
布魯諾（聲：立川志之輔(日本)；夏治世(台灣)）
魯必奇的父親，鎮上唯一的漁夫。在冬天時被海浪吞沒而死。

### 電影原創角色
史克伯（聲：藤森慎吾(日本)；宋昱璁(台灣)）
煙囪小鎮的礦山小偷，似乎知道小鎮的秘密。
雷塔15世（聲：野間口徹）
煙囪小鎮的統治者。
桃沙奇（聲：宮根誠司(日本)；孫中台(台灣)）
影之獨裁者，「異端審問官」的指揮者。
蘇先生（聲：飯尾和樹（ZUN））
魯必奇在煙囪清洗屋的同事。
艾帕奇（聲：山内圭哉）
魯必奇在煙囪清洗屋的同事。
達恩（聲：國村隼(日本)；孫中台(台灣)）
煙囪清洗屋的老闆。
桃樂絲（聲：本泉莉奈(日本)；錢欣郁(台灣)）
魯必奇信賴的大姐姐。

## 出版書籍
| 卷數 | 幻冬舍         | 幻冬舍                 | 東立出版社   | 東立出版社             |
| 卷數 | 發售日期       | ISBN                   | 發售日期     | ISBN                   |
| ---- | -------------- | ---------------------- | ------------ | ---------------------- |
| 全   | 2016年10月21日 | ISBN 978-434-403-016-9 | 2018年5月2日 | ISBN 978-986-486-933-6 |

## 動畫電影
2019年12月，宣佈《煙囪小鎮的普佩》電影化，並於2020年12月25日在日本上映。該片由廣田裕介執導，原作者西野亮廣擔任製作總指揮和編劇，STUDIO 4℃製片。該片也入圍第94屆奧斯卡金像獎最佳動畫片的初選名單，但未能進入決選名單。

### 製作人員
- 製作總指揮、原作、編劇：西野亮廣
- 導演：廣田裕介
- 演出：大森祐紀
- 動畫導演：佐野雄太
- 人物設計：福島敦子
- 人物導演：今中千亞季
- 美術設定：佐藤央一
- 美術板：西田稔
- 美術導演：秋本賢一郎
- 色彩設計：野尻裕子、江上柚布子
- CGI導演：中島隆紀
- 編輯：廣瀨清志
- 音響導演：笠松廣司
- 動畫製作人：長谷川舜
- 音樂：小島裕規、坂東祐大
- 製作人：北橋悠佑、福山亮一、田中榮子
- 動畫製作：STUDIO 4℃
- 製作：吉本興業
- 發行商：東寶、吉本興業

### 音樂
- 片頭主題曲〈HALLOWEEN PARTY -プペル Ver.-〉（Virgin Music）
  - 作詞、作曲、歌：HYDE[3][4]

- 片尾主題曲〈煙囪小鎮的普佩〉（Sony Music Labels）
  - 作詞、作曲：西野亮廣 / 歌：Lozareena

### 獎項
- 第44屆日本電影學院獎最佳動畫片獎（入圍）[5]

## 外部連結
- 官方网站（日語）
- 煙囪小鎮的普佩的X（前Twitter）（日語）
- 煙囪小鎮的普佩的Facebook專頁（日語）
- 煙囪小鎮的普佩的Instagram帳戶（日語）